# Manfred Reibestein
Manfred Reibestein (* 25. Februar 1953 in Wermsdorf, Sachsen) 
ist ein ehemaliger deutscher Kunstradsportler.

## Laufbahn
Manfred Reibestein begann 1964 bei der BSG Chemie Nerchau mit dem Kunstradfahren. Der Verein dominierte in den Jahren von 1972 bis 1990 die Einzelkonkurrenzen in der DDR. Reibestein gewann in dieser Zeit drei Titel bei DDR-Meisterschaften, holte zudem sieben Silber- und eine Bronzemedaille.
Reibesteins höchste ausgefahrene Punktzahl betrug 309,32. Trotz langer Zugehörigkeit zum nationalen Spitzenfeld blieb ihm eine Teilnahme an Weltmeisterschaften versagt, weil die DDR nicht an internationalen Kunstrad-Wettbewerben teilnahm. 1984 hörte er endgültig mit dem Wettkampfsport auf.

## Nach der aktiven Laufbahn
Reibestein trat nach seiner Laufbahn noch einige Jahre auch international im Rahmen der DDR-Sportschau auf. Er betätigt sich bis heute (2013) als Nachwuchstrainer und ist auch Vereinspräsident des Nerchauer SV, des Nachfolgevereins der BSG Chemie.

## Erfolge im 1er-Kunstrad
- DDR-Meister: 1974, 1982, 1983
- 2. Platz DDR-Meisterschaft: 1972, 1973, 1975, 1976, 1977, 1978, 1984